# Wang Kang
Wang Kang (čínsky pchin-jinem Wáng Gāng, znaky zjednodušené 王刚, tradiční 王剛; * 5. října 1942) je bývalý čínský komunistický politik, do vyšších funkcí se propracoval v 90. letech, kdy vedl státní i stranický ústřední archiv (1993–1999) a současně byl zástupcem vedoucího hlavní kanceláře ústředního výboru KS Číny. Poté vedl hlavní kancelář ÚV KS Číny (1999–2007) a vykonával funkci prvního místopředsedy celostátního výboru Čínského lidového politického poradního shromáždění (2008–2013). Současně byl kandidátem (1997–2002) a členem (2002–2012) ústředního výboru, kandidátem politbyra a tajemníkem sekretariátu (obojí 2002–2007), členem politbyra (2007–2012) ÚV KS Číny.

## Život
Wang Kang se narodil 5. října 1942 v okrese Fu-jü na severu provincie Ťi-lin. V letech 1962–1967 studoval filozofii na Ťilinské univerzitě. Po ukončení studia v letech 1967–1968 čekal na umístění. Od roku 1968 pracoval na úseku propagandy v 7. úřadu ministerstva stavebnictví. Roku 1971 vstoupil do Komunistické strany Číny.
V letech 1977–1981 pracoval v kanceláři oblastního výboru KS Číny v Sin-ťiangu. Od roku 1981 vedl kancelář pro záležitosti Tchaj-wanu při ústředním výboru KSČ. V letech 1985–1990 pracoval v hlavní kanceláři ÚV KS Číny a současně v letech 1986–1990 v úřadu Státní rady Čínské lidové republiky, v sekcích přijímajících dopisy a petice od občanů. Od roku 1990 byl prvním náměstkem, v letech 1993–1999 ředitelem Státního archivu (resp. Ústředního archivu KS Číny). Současně od roku 1994 vykonával funkci zástupce vedoucího hlavní kanceláře ÚV KS Číny. Na XV. sjezdu KS Číny v září 1997 byl zvolen kandidátem ústředního výboru. V březnu 1999 převzal funkci vedoucího hlavní kanceláře ÚV KS Číny (do září 2007). Počítán byl mezi politiky vyzdvižené Ceng Čching-chungem (jeho předchůdce v hlavní kanceláři).
Na XVI. sjezdu KS Číny v listopadu 2002 postoupil mezi vůdce strany, když byl zvolen kandidátem politbyra a tajemníkem sekretariátu ÚV KS Číny. Na XVII. sjezdu KS Číny v říjnu 2007 byl potvrzen v politbyru, odešel však se sekretariátu a před sjezdem i z hlavní kanceláře ÚV. Náhradou byl v březnu 2008 zvolen prvním místopředsedou celostátního výboru Čínského lidového politického poradního shromáždění. Aktivně se podílel na zahraničněpolitických aktivitách vedení shromáždění. Byl také předsedou Čínské sociální a ekonomické rady.
Na XVIII. sjezdu KS Číny v listopadu 2012 již pro vysoký věk nekandidoval do vedení strany, v březnu 2013 mu skončilo i funkční období místopředsedy politického poradního shromáždění a odešel do důchodu. 